# تالدی-سو (شهرستان توپ)
تالدی-سو (به لاتین: Taldy-Suu) یک منطقهٔ مسکونی در قرقیزستان است که در شهرستان توپ واقع شده‌است. تالدی-سو ۴٬۰۶۸ نفر جمعیت دارد و ۱٬۷۸۸ متر بالاتر از سطح دریا واقع شده‌است.